# Luigi Cavallo
Luigi Cavallo (Torino, 17 maggio 1920 – Béziers, 8 settembre 2005) è stato un partigiano e giornalista italiano, specializzato in politica economica e militare.
Fu accreditato all'UEO, all'OCDE e all'OPEC sin dalla loro fondazione e membro dell'International Institute for Strategic studies di Londra. Ha intervistato i maggiori esponenti militari europei. Dal 1977 risiedé in Francia, a Parigi e a Montigny-sur-Loing. È stato implicato (e, poi, prosciolto) nel presunto golpe bianco, con Edgardo Sogno, e nella vicenda Calvi-Sindona.

## Biografia

### Gli studi e i primi contatti con l'antifascismo
Giovanissimo, Luigi Cavallo partecipò alle riunioni, all'Università di Torino o sotto i portici di via Sacchi, di un gruppo di giovani universitari (tra 17 e i 21 anni nel 1937) che, in seguito, presero tutti posizioni antifasciste. Trattavasi di Mario Arnò, Paolo Faraggiana, Antonio Micheletti, Alberto Vergnano, Giuseppe Regis (poi passato all'Università di Roma), Leone Diena, Giorgio Diena, Silvia Pons, Lisetta Giua, Liliana De Benedetti, Natalia Ginzburg, Letterio Savoia, Vito Pandolfi (successivamente professore di Storia del Teatro all'Università di Roma e regista; non era iscritto all'Università, ma frequentava l'ateneo, soprattutto per ascoltare le conferenze di Pastronchi, professore di letteratura italiana) e Giulio Tavernari (successivamente scrittore con lo pseudonimo di Stefano Terra); anche lui non iscritto all'Università. Il gruppo manteneva anche contatti con un analogo gruppo romano di Vezio Crisafulli (diventato successivamente presidente della Corte Costituzionale) e Tullio Vecchietti (poi segretario del PSIUP).
Nel maggio 1937, Cavallo fu arrestato, incarcerato al "Ferrante Aporti" - il carcere minorile di Torino - messo a disposizione della polizia politica fascista e processato, a causa di scritte a matita contro la guerra di Spagna e papa Pio XI (nel marzo era stata pubblicata l'enciclica Divini Redemptoris di condanna del comunismo) a margine della rivista “Critica fascista” di Bottai. Gli fu annotata una segnalazione nei registri dell'OVRA e quindi successivamente fu escluso dai corsi per allievo ufficiale. Nel 1939, vinse una borsa di studio della Humboldt-Universität zu Berlin e partì per Berlino ove, nell'ottobre 1942, discutendo la tesi “Hegels Wissenschaft der Logik”, con il prof. Nikolaï Hartmann, conseguì la laurea in Filosofia.
Nel luglio 1943, a Torino, si laureò in scienze politiche (all'epoca corso di laurea della facoltà di giurisprudenza), discutendo la tesi su “La filosofia e la dottrina politica di Carl von Clausewitz” con il prof. Passerin d'Entrèves. Frequentò il laboratorio di Luigi Einaudi.

### La Resistenza
Nel 1943 Cavallo fondò, con Temistocle Vaccarella, Mario Arnò, Antonio Micheletti, Ateo Garemi e Alberto Vergnano, il giornale e la rete clandestina Stella Rossa, uno dei primi gruppi di resistenza in Piemonte. Gli articoli venivano redatti da Luigi Cavallo e da Antonio Micheletti, in accordo con Vaccarella e, dal maggio 1944, Cavallo gestì e addestrò i GAP, con la collaborazione di Giorgio Latis. Quest'ultimo era evaso da San Vittore e munito di documenti dallo stesso Cavallo (in accordo con Aldo Lampredi e Amedeo Ugolini); Latis venne poi fucilato dai nazisti al Col della Maddalena il 26 aprile 1945. Volantini in tedesco redatti da Luigi Cavallo sollecitavano i militari della Wehrmacht ad unirsi ai partigiani. I 18 mesi di stampa clandestina gli valsero l'iscrizione all'albo dei giornalisti professionisti, nel gennaio 1946.
Nell'aprile 1945, nella Torino ancora occupata dalle truppe tedesche, Cavallo scrisse ed impaginò i primi numeri del quotidiano L'Unità, edizione piemontese, con Giorgio Amendola e Ludovico Geymonat. Il 1º maggio 1945 Amedeo Ugolini assunse la direzione del quotidiano comunista e lo nominò capo-servizio di politica interna. Alla Liberazione gestì, con Camilla Ravera, la scuola di partito a Torino.

### ConL'Unitàa Parigi e a Berlino
Dal 2 giugno 1946 al giugno 1949, Cavallo fu l'unico corrispondente de L'Unità per le quattro edizioni nei paesi europei ed inviato speciale (sia ad est che ad ovest) con basi a Parigi e Berlino. Pubblicò inoltre saggi sulla rivista  Democratie Nouvelle, diretta da Jacques Duclos; sull'organo del Partito Socialista Unificato di Germania (SED), “Einheit”, controllato da Wilhelm Pieck; su “Action”, allora diretta da Hervé; su Il Politecnico di Vittorini. Tenne due conferenze ai membri del Comitato centrale della SED a Berlino: la prima sul patto di unità d'azione tra comunisti e socialisti; la seconda, sui rapporti tra il PCI e la Lega dei Comunisti di Jugoslavia. Cavallo svolse, dinanzi allo Stato Maggiore dell'esercito di occupazione sovietica in Germania, su richiesta del generale B.S. Kobulov, capo della SMAD (l'amministrazione militare sovietica in Germania), un'analisi della questione jugoslava, commentando la tesi di Rankovic (nº 3 del regime comunista jugoslavo). Nel 1948 aveva acquisito copia dell'intera corrispondenza tra Stalin e Tito, stampata dalla segreteria della Lega dei Comunisti di Jugoslavia.
Nel settembre 1946 Luigi Cavallo consegnò all'allora ministro degli Esteri, Pietro Nenni, la collezione del giornale Stella Rossa e il Comitato dei quattro ambasciatori (Saragat, Reale, Quaroni e Carandini), gli affidò l'organizzazione della Mostra della Resistenza Italiana, in coincidenza con la Conferenza per la stipula del Trattato di Parigi fra l'Italia e le potenze alleate a Parigi. La prima sala era quasi interamente occupata da Stella Rossa e dagli striscioni e volantini dedicati al sabotaggio della macchina da guerra nazista attuato nelle fabbriche di Torino e alle più significative azioni di guerra dei GAP. La mostra fu allestita in rue de Babylone, in una palazzina espropriata alle destre fasciste ed affidata dal Partito comunista francese ad Aldo Lampredi, a Enzo Misuri e a Luigi Cavallo.
Alla Conferenza della Pace (1947), Cavallo accompagnò Togliatti, in veste di tecnico delle questioni geografiche, economiche, demografiche e linguistiche relative ai confini italo-jugoslavi, in incontri all'Ambasciata sovietica di Parigi in rue de Grenelle con Molotov e Manuilskij, e con il diplomatico moscovita Vidiassov.
Nel 1947 e nel 1948, insieme ad Aldo Lampredi, Cavallo organizzò i primi grandi scioperi degli ex prigionieri di guerra e dei minatori polacchi e italiani nei dipartimenti del Passo di Calais e del Nord contro il Piano Marshall, in base alle direttive del Cominform.

### La revisione ideologica
Nel 1948 e 1949, a seguito di una meditata e radicale revisione ed autocritica sul piano ideologico e politico, Cavallo fu tra i primi in Italia a commentare e a criticare pubblicamente gli errori strategici, politici ed ideologici del Cominform, facente capo a Stalin, e, quindi, a troncare i rapporti e i legami disciplinari con il PCI. La rottura ufficiale avvenne a Roma a conclusione di una serie di riunioni tempestose protratte per tre mesi, che si svolsero nell'ufficio quadri in via delle Botteghe Oscure, con la partecipazione di Lampredi, Audisio e D'Onofrio.

### Il periodo negli Stati Uniti d'America, il rientro in Europa e la prima collaborazione con Edgardo Sogno
Il 17 novembre 1949, a Le Havre, Cavallo si imbarcò per New York e si trasferì negli Stati Uniti, accreditato dalla «Ligue Jugoslavija» come giornalista e traduttore presso l'ONU, e come corrispondente a New York di riviste e giornali italiani. Dopo la rottura con il PCI, Cavallo collaborò con Vlado Dedijer nella missione affidatagli da Tito negli USA nel 1950 documentando lo sfruttamento sovietico dell'economia jugoslava nel periodo 1946-49.
Durante il periodo del maccartismo, Cavallo fu arrestato ed incarcerato, essendosi rifiutato di testimoniare contro i comunisti statunitensi; nel 1952 fu obbligato a rientrare in Europa.
Giunto a Parigi, fu condotto nella notte stessa alla frontiera italiana in quanto “agente sovietico”, organizzatore degli scioperi insurrezionali del 1947-1948 ed anche dei disordini del maggio 1952 in occasione della nomina del generale Matthew Ridgway alla testa delle forze alleate, sebbene Cavallo non fosse nemmeno presente sul territorio francese, non avendo ancora lasciato gli Stati Uniti. La sede del Partito Comunista Francese era stata perquisita e il fascicolo di Luigi Cavallo sequestrato dalla polizia.
Il 17 giugno 1953 Cavallo partecipò alla rivolta operaia di Berlino Est e con il giornalista Heinz Wenzel (Heinrich Bär), ristrutturò il movimento e la rivista "Tarantel Press", sotto la protezione del cancelliere tedesco federale Konrad Adenauer.
Nel luglio 1953, in Italia, Luigi Cavallo ed Edgardo Sogno, fondarono il movimento politico "Pace e Libertà" e l'omonimo giornale; la collaborazione tra i due durò dieci mesi, perché Sogno intendeva utilizzare la rivista a fini elettorali e personali. A Luigi Cavallo subentrò Roberto Dotti e, nel 1957 Pace e Libertà chiuse i battenti ed Edgardo Sogno rientrò in diplomazia.
Successivamente Cavallo fondò altre riviste e giornali e proseguì le sue campagne contro il totalitarismo sovietico; collaborò a Berlino con i Freiheitlicher Juristen e negli anni cinquanta organizzò le informazioni di denuncia dei crimini staliniani ed i gulag sovietici e la loro diffusione clandestina nella Germania dell'Est.
Dopo la pubblicazione delle critiche al Centralismo democratico ed ai metodi di gestione del partito da parte dei membri della direzione del PCI, denunciò lo scandalo INGIC (Istituto nazionale gestione imposte di consumo). Quindi segnalò presunte interferenze dell'ex ministro della giustizia ed ex vicepresidente del Consiglio dei ministri, Palmiro Togliatti, il quale su l'Unità gli dedicò un famoso editoriale intitolato Del non dare querela.... Oltre alla questione OVRA, Cavallo discusse le presunte conseguenze dei finanziamenti sovietici al PCI. Per vent'anni lavorò tra Berlino e l'Italia.

### Luigi Cavallo e il colonnello Renzo Rocca
I rapporti tra Cavallo e il colonnello Renzo Rocca, responsabile del controspionaggio industriale e tecnologico del SIFAR, risalivano alla sua infanzia. In tempi differenti, infatti, lo zio di Luigi Cavallo, Paolo Unia, responsabile dell'Ufficio igiene di Torino, aveva frequentato le scuole professionali dei Fratelli Cristiani, con l'ingegnere Pietro Bertolone e successivamente, la scuola artiglieri con Renzo Rocca, di dieci anni più giovane di lui. Negli anni trenta i tre, insieme al prof. Michele Giua, docente di chimica all'Università di Torino, si frequentavano assiduamente, poiché tutti amanti della montagna. Successivamente i contatti di Luigi Cavallo con il colonnello Rocca riguardarono i lavori al COCOM (Coordinating Committee for Multilateral Export Controls), il comitato di coordinamento per il controllo multilaterale degli scambi Est/Ovest creato a Parigi. Il COCOM raggruppava 17 paesi membri della NATO (salvo l'Islanda), il Giappone e l'Australia. La missione del COCOM consisteva nel controllare le vendite delle tecnologie verso l'Est nel quadro della guerra fredda. Renzo Rocca fu trovato morto nei suoi uffici di via Barberini a Roma, il 27 giugno 1968.
Al COCOM con Luigi Cavallo, in qualità di giornalista per le inchieste a Berlino, collaborò anche William Mazzocco, nel 1953, rappresentante degli Stati Uniti e facente parte dello staff dell'Ambasciatrice Clare Boothe Luce. Mazzocco fu Alto Commissario degli Stati Uniti a Saigon per gli aiuti civili alle popolazioni vietnamite; nel settembre 1979 a Washington fu un esponente del "Washington Forum", un'organizzazione di consulenza per le più importanti istituzioni finanziarie del mondo, che valutava il rischio-Paese e il tasso d'interesse da applicare ai prestiti richiesti da governi o da grandi istituti di credito. Nel 1979 Mazzocco testimoniò in favore di Luigi Cavallo, quando, su informazioni dell'italo-americano Philip Guarino e del giornalista Giorgio Pisanò, Cavallo venne fermato dall'FBI a New York, dove si trovava insieme al giornalista Romano Cantore per un'inchiesta per la rivista Panorama nel quadro del rapimento di Michele Sindona.

### Le campagne giornalistiche ed elettorali in Italia (1953-1976)
Nel 1953 Luigi Cavallo condusse campagne in favore dei sindacati UIL (e CISL in alcuni periodi). 
Nel 1954 condusse l'inchiesta sull'INGIC, che si trasformò in un processo che durò sedici anni sino alla prescrizione, e nel quale furono implicati numerosi deputati, sindaci e ministri appartenenti a tutti i partiti politici. Seguirono altre denunce: la svendita al gruppo Agnelli della storica sede della Camera del Lavoro di Torino; i traffici dell'Eridania Zuccheri; i finanziamenti di Sindona alla DC nel 1972; e l'affare I.T.T. di Enrico Cuccia, con presunta colossale evasione fiscale, nel 1974.
Nel 1960 fondò l'«Agenzia A» per allargare l'attività con la pubblicazione di inchieste, come quelle riguardanti il coinvolgimento dei servizi segreti italiani nella gestione del terrorismo e nelle stragi che insanguinarono l'Italia per diversi anni e quelle sui grandi scandali finanziari e politici.
Cavallo condusse numerose campagne elettorali per i socialisti Cesare Bensi, Giacomo Mancini, Aldo Aniasi, Giuseppe Lupis ed altri, e per il liberale Antonio Baslini. In accordo con Vittorio Valletta, si spese per le presidenziali in favore di Giuseppe Saragat, che, il 28 dicembre 1964, venne eletto Presidente della Repubblica con il voto dei parlamentari comunisti. Cavallo collaborò con Giacomo Brodolini alla prima bozza dello Statuto dei Lavoratori, che fu redatta e stampata negli uffici e nella tipografia di Cavallo di via del Corso a Roma; organizzò la campagna per la nazionalizzazione dell'energia elettrica promossa da Enrico Mattei e da Vittorio Valletta, con il concorso dei socialisti e dei comunisti.
Nel dossier "S.I.R." (1973), Cavallo denunciò la connivenza dello Stato italiano con Nino Rovelli, proprietario dell'azienda petrolchimica, per i finanziamenti a fondo perduto della Cassa del Mezzogiorno, dell'I.M.I. e del Credito Industriale Sardo per la realizzazione del complesso di Porto Torres e l'acquisizione del gruppo Rumianca.

### Il presuntoGolpe biancocon Edgardo Sogno
Il 5 maggio 1976 il giudice Luciano Violante emise mandato di arresto per tentativo di “sovvertimento delle Istituzioni” contro Luigi Cavallo ed Edgardo Sogno; i due furono incarcerati per quaranta giorni alla vigilia delle elezioni politiche e successivamente prosciolti in istruttoria perché il “fatto non sussiste”.
Come lo stesso avvocato Vittorino Chiusano dichiarò ai magistrati, Edgardo Sogno, alle soglie della pensione, desiderava entrare in politica presentandosi nelle liste del Partito Liberale Italiano con l'intenzione di recuperare i voti congelati a destra nel MSI-DN, per una possibile coalizione governativa di centro. Un legittimo quadro di discussione politica fu condotta da Luigi Cavallo sulle riforme del potere giudiziario, della difesa, delle Forze armate e dei Servizi segreti, contro la corruzione dilagante e gli sperperi e sugli illeciti finanziamenti ai partiti.
Luigi Cavallo in quel periodo conduceva la campagna per il socialista Aldo Aniasi, sindaco di Milano e per il liberale Antonio Baslini. I documenti e gli scritti e le proposte redatte da Luigi Cavallo in merito a tali riforme sono elencate nei suoi archivi.

### Rapporti con Roberto Calvi e Michele Sindona
Il 9 novembre 1977 erano stati affissi nel centro di Milano i manifesti “Roberto Calvi in galera”. Il 24 novembre Cavallo scrisse una lettera al governatore della Banca d'Italia Paolo Baffi. Con numerosi bollettini denunciò pubblicamente gli scandali relativi alle attività illegali del Banco Ambrosiano, gli illeciti finanziamenti ai partiti di Michele Sindona (avvelenato nel carcere di super sicurezza di Voghera) e del banchiere Roberto Calvi (trovato impiccato a Londra nel 1982), la loggia P2 e lo IOR di Monsignor Marcinkus.
Il 30 novembre 1977 la televisione italiana annunciò, nell'ora di massimo ascolto, il falso sequestro di Luigi Cavallo da parte dell'organizzazione terrorista comunista Prima Linea. La notizia venne immediatamente smentita ai giornali.
Nel 1982 Cavallo denunciò la campagna avviata dai servizi segreti italiani per convincere l'opinione mondiale sull'esistenza di una pista bulgara nel quadro dell'attentato a Giovanni Paolo II; collaborò con l'avvocato parigino difensore del bulgaro Serghej Antonov, presentato come la mente dell'attentato, e in seguito assolto.
Essendo giornalista regolarmente accreditato presso il ministero degli Esteri francese, oltre che per vari organismi internazionali, nel 1985 l'Italia chiese alla Francia l'estradizione di Luigi Cavallo, nel quadro del processo contro Sindona per "tentativo di estorsione a Roberto Calvi", per la vendita simulata (tra Sindona e Calvi) di una villa denominata "La Giuggiola". A Parigi si costituì un comitato di difesa di Luigi Cavallo, promosso da Jean Saunier, funzionario del Ministero delle finanze francese, socialista, ex-sindacalista, scrittore noto per i suoi libri sull'Opus Dei, le questioni vaticane e sul potere delle banche svizzere. Cavallo venne condannato a tre anni e due mesi, con sentenza definitiva, da parte della I sezione della Corte di cassazione presieduta da Corrado Carnevale per estorsione ai danni di Roberto Calvi e per conto di Michele Sindona.
Estradato in Italia per scontare la condanna, tornò poi in Francia, dove è morto a 85 anni. Ha lasciato un'ingente documentazione destinata ad un istituto storico.

### Opere di Luigi Cavallo
Luigi Cavallo ha scritto una decina di libri tra i quali:
- I comunisti e la Religione (1972), firmato con il suo nome da partigiano "Italo Rossi"
- Il Papa e le ACLI (1973) con l'introduzione di monsignor Sante Quadri;
- Il Papa l'Islam e la CIA (1983) sull'attentato al Papa e la sanguinosa rivolta nei sotterranei della Mecca del 1979 e i Fratelli Musulmani;
- Il libro nero della Edison (1960) sulla nazionalizzazione dell'energia elettrica;
- La controversia in Alto Adige, ricerca per Saragat (1964/67);
- Dossier SIR (1973) sugli stabilimenti di Porto Torres e l'ing. Nino Rovelli;
- Petrolio, geopolitica e strategia (1981) nel quadro dei lavori all'OPEC;
- Le prospettive dell'industria automobilistica firmato "Italo Rossi" (1969) prefazione di Cesare Bensi (segretario alle finanze e poi agli Esteri) dove pronostica il fallimento dell'iniziativa dell'Alfasud a vantaggio di Gianni Agnelli, dell'accordo Fiat-Citroën, poi firmato il 25 ottobre 1968, in quanto i due fratelli Agnelli non erano in grado di gestire una holding controllata dalla Citroën, disponendo di una semplice partecipazione di minoranza Fiat;
- Banca d'Italia, Inefficienza, Servilismo e Corruzione (1992);
- La strategia giudiziaria dei Poteri occulti (1993) dedicati alla questione Ambrosiano/Calvi/Gelli.